# Alune
L'Alune est un ruisseau de l'Ardèche, affluent de la Beaume, et faisant partie du bassin du Rhône.

## Communes traversées
- Lablachère
- Planzolles
- Ribes
- Saint-André-Lachamp
- Vernon